# Porcataraneus cruciatus
Porcataraneus cruciatus is een spinnensoort uit de familie wielwebspinnen (Araneidae). De wetenschappelijke naam van de soort werd voor het eerst geldig gepubliceerd in 2011 door Mi en Peng. De soort komt voor in China.